# Pidonia changi
Pidonia changi là một loài bọ cánh cứng trong họ Cerambycidae.